# Bayreuther Bierbrauerei

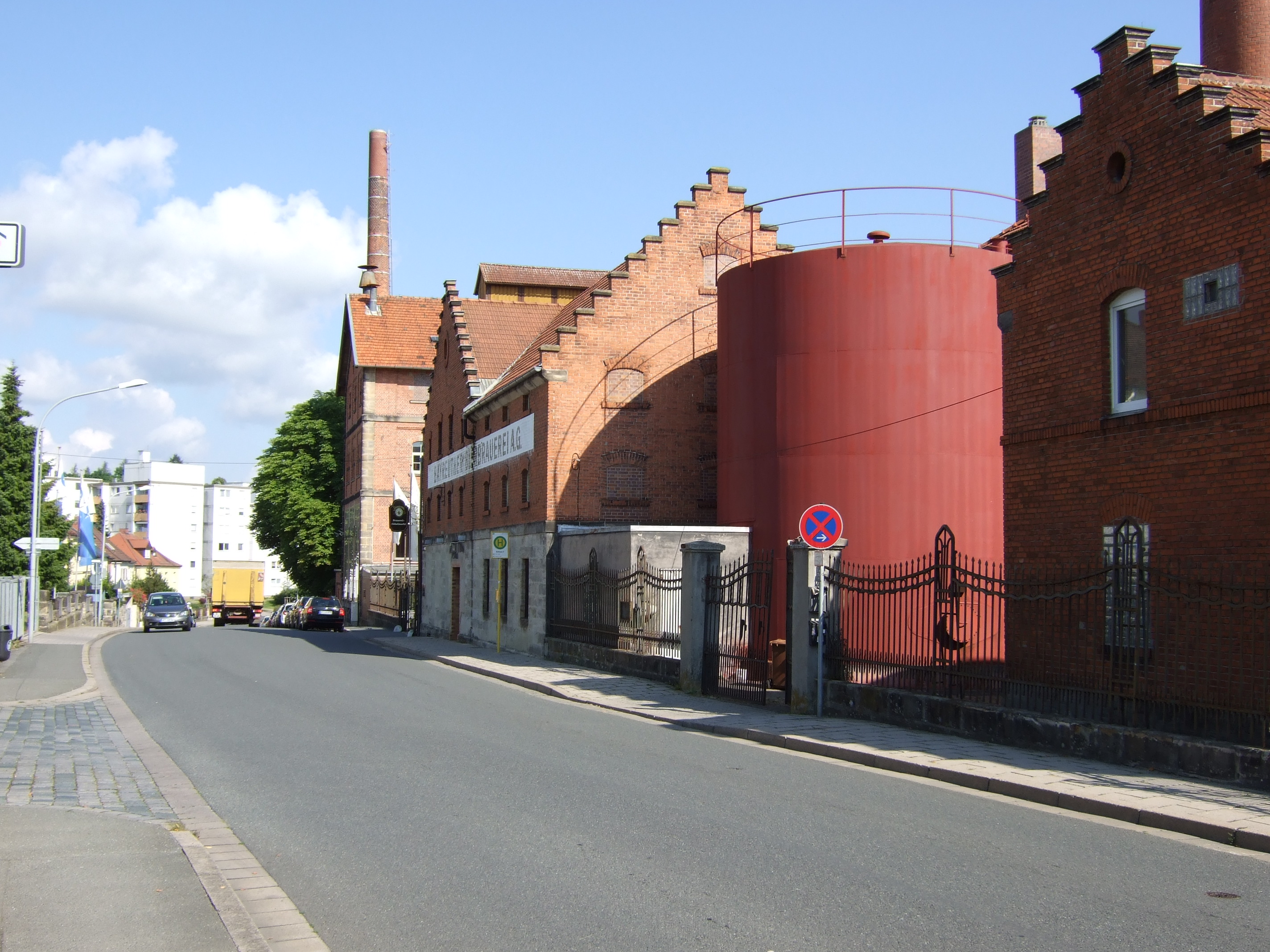
Bayreuther Bierbrauerei in Bayreuth, Kulmbacher Straße

Die Bayreuther Bierbrauerei AG ist eine ehemals börsennotierte Brauerei in der oberfränkischen Stadt Bayreuth.

## Geschichte

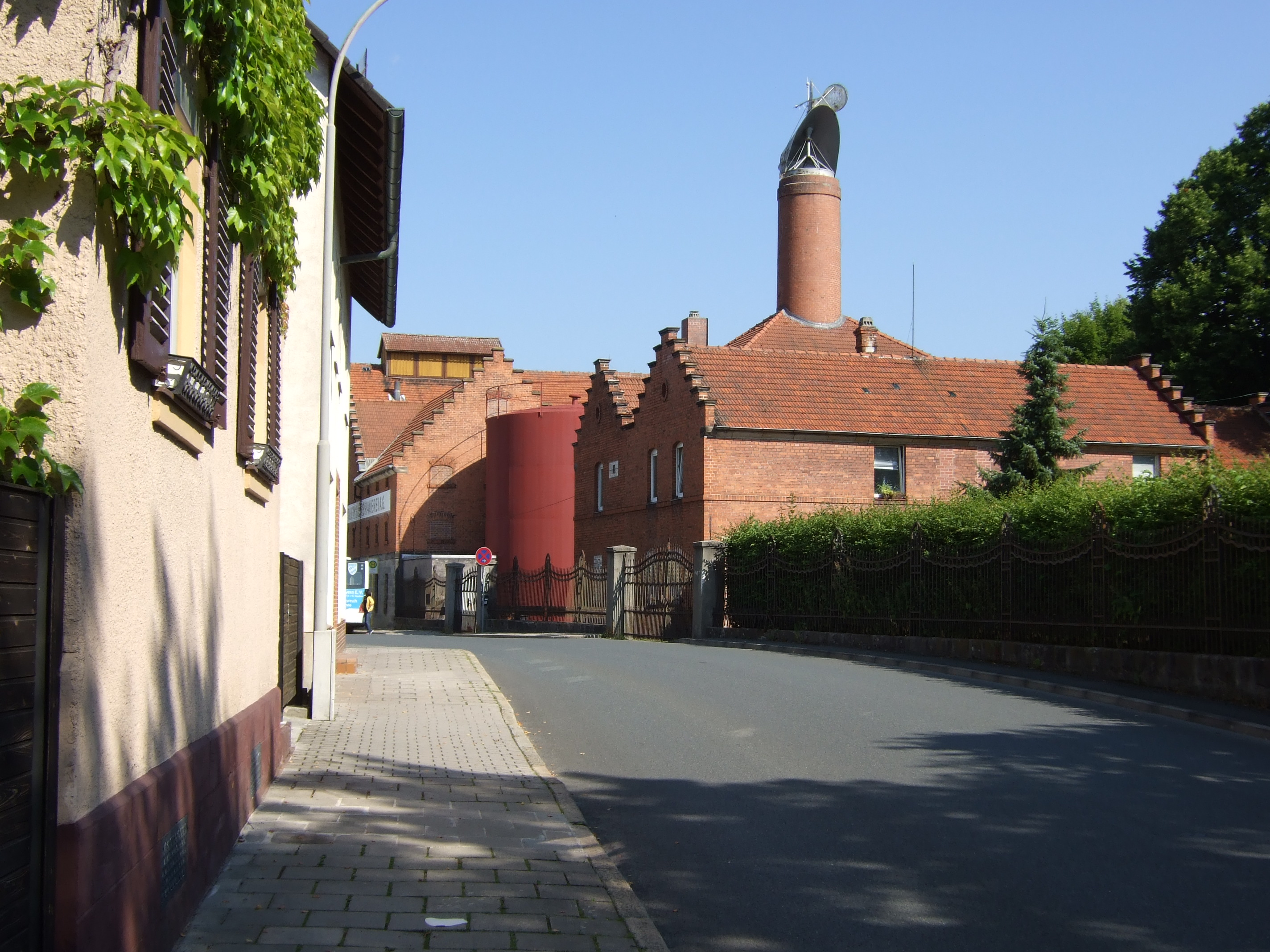
Darreturm der Mälzerei

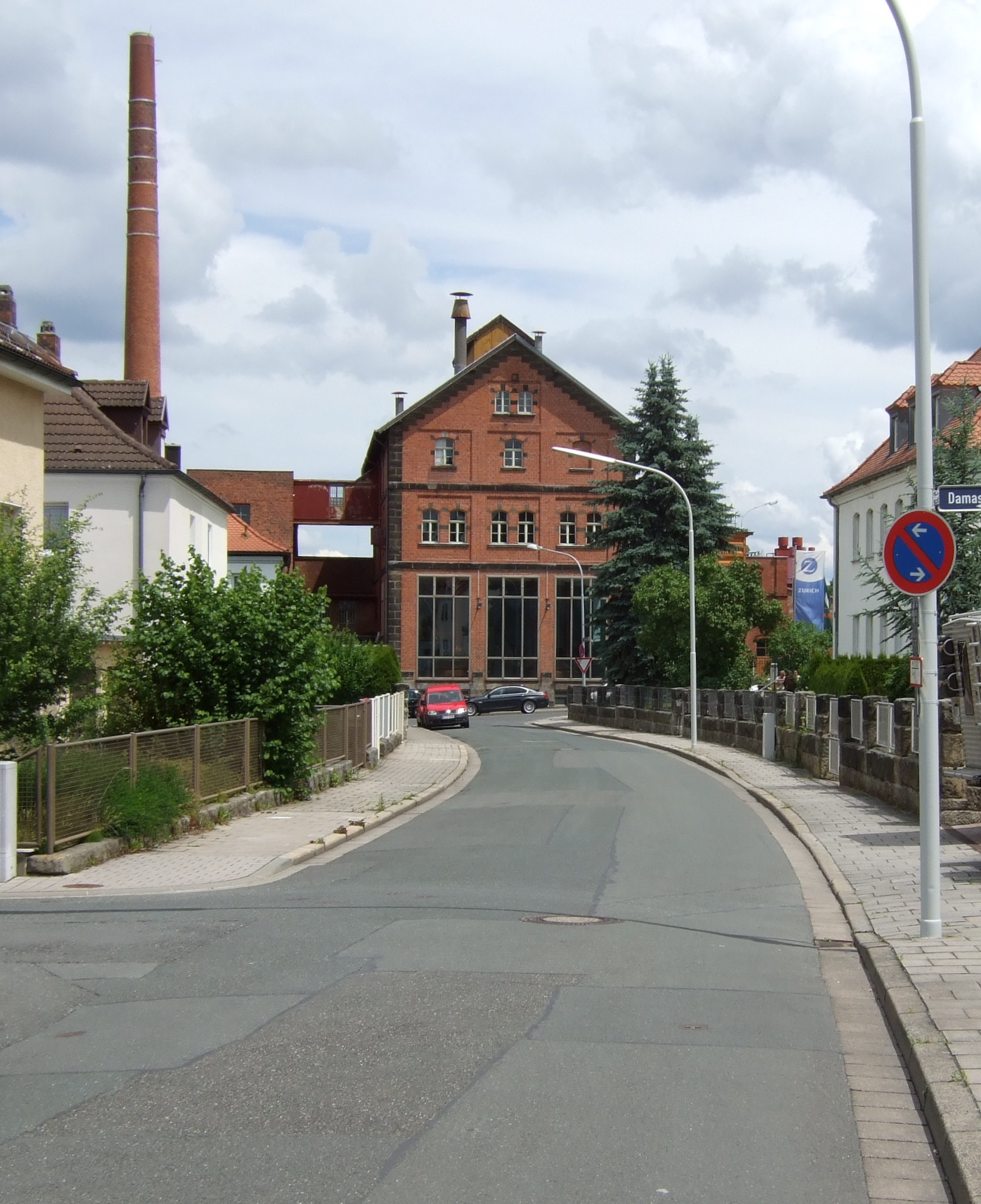
„Aktien“-Sudhaus

Hugo Bayerlein (geb. 1833) kam als 24-jähriger Brauer von München in seine Heimatstadt Bayreuth zurück. Dort begann er im Jahr 1857 auf dem Herzog, einer Anhöhe westlich des Roten Mains, im – für die damalige Zeit – großen Stil Bier zu brauen. Zu dieser Zeit war das vorindustrielle Brauen noch den klassischen Gewerken der Bäcker und der Gastwirte vorbehalten. 
Zwischen 1857 und 1858 entstanden auf dem Herzog an der Kulmbacher Straße weithin sichtbare Industriebauten: Malzhaus mit Darre, Brauhaus mit Wasserpumpe, Rohrleitungen, Braupfanne, Vorwärmpfanne, Bierpumpen, Maischbottich und Bierwannen, ein Kühlhaus mit darunter befindlichem Gärkeller, ein Haus für den Aufzug zu den Felsenkellern, ein Stallgebäude und eine Fässerremise. Die Gebäude sind heute noch teilweise erhalten und werden genutzt.
Am 21. Dezember 1871 verkaufte Hugo Bayerlein die Brauerei für 45.000 Gulden an die Bankiers von Feustel, Wilmersdörfer und Riemann sowie den Gutsbesitzer Roth. Friedrich von Feustel wandelte sie 1872 in eine Aktienbrauerei um. Zwischen 1905 und 1910 wurde der größte Teil des Brauereigebäudes neu erstellt.
1934 war die Bayreuther Bierbrauerei – im Volksmund „die Aktien“ genannt – die größte Brauerei der Stadt. Während der Luftangriffe auf Bayreuth wurde im April 1945 ein Teil ihrer Gebäude zerstört oder beschädigt. Bis in die 1960er Jahre hinein brachte sie das Bier noch mit einem von zwei Pferden bespannten Wagen zu den Wirtshäusern der Stadt.
Seit 1965 gehört die Brauerei mehrheitlich der Brauerfamilie Maisel, die übrigen Aktien sind im freien Handel verfügbar und befinden sich in Streubesitz. Bei der Übernahme der Aktienanteile wurde vereinbart, dass die Bayreuther Bierbrauerei und die Brauerei Gebr. Maisel auch künftig unabhängig handeln sollten.
Bereits in den 1960er Jahren beschlossen die Führungskräfte beider Brauereien, Kapazitäten zu bündeln und eine gemeinsame Produktionsstätte zu schaffen. Die neuen Anlagen wurden unterhalb der Bayreuther Bierbrauerei und der alten Brauerei Maisel in den damaligen Mainauen an der Hindenburgstraße geschaffen. Die Brauer der Bayreuther Bierbrauerei konzentrierten sich fortan auf untergäriges Bier, während jene der Brauerei Maisel den Schwerpunkt auf obergärige Biere legten. Bier mit der Bezeichnung „Aktien“ wurde weiterhin im eigenen Sudhaus an der Kulmbacher Straße gebraut. Vorstand der Bayreuther Bierbrauerei ist seit 2017 Hans-Joachim Leipold.
Beim renommierten internationalen Bierwettbeweb Brussels Beer Challenge gewann das Bayreuther Hell 2019 und 2021 die Gold-, 2020 die Bronzemedaille. Das Bayreuther Hefeweißbier erhielt im Jahr 2021 ebenfalls die Goldmedaille. Damit errang die Bayreuther Bierbrauerei 2021 zwei von drei Goldmedaillen, die an deutsche Brauereien vergeben wurden. Das gelang auch 2024: Sowohl für Bayreuther Hell als auch für Bayreuther Hefe-Weissbier gab es Gold und damit zwei von zehn Goldmedaillen, die an Biere deutscher Brauereien gingen. Für Bayreuther Hell war das die sechste Medaille in Folge bei diesem Wettbewerb.

## Aktienkeller
Im Kellergeschoss der alten Mälzerei, das der Brauerei bis 1964 als Malztenne gedient hatte, richtete die Firma Schilling eine Diskothek ein, die im Februar 1971 eröffnet wurde. Das „Old Baily“ genannte Nachtlokal bot auf einer Fläche von 350 Quadratmetern 200 Gästen Platz. Später diente das rustikale Backsteingewölbe unter dem Namen „Aktienkeller“ als Gastronomiebetrieb, mittlerweile ist es jedoch seit einigen Jahren geschlossen.

## Biergarten Herzogkeller

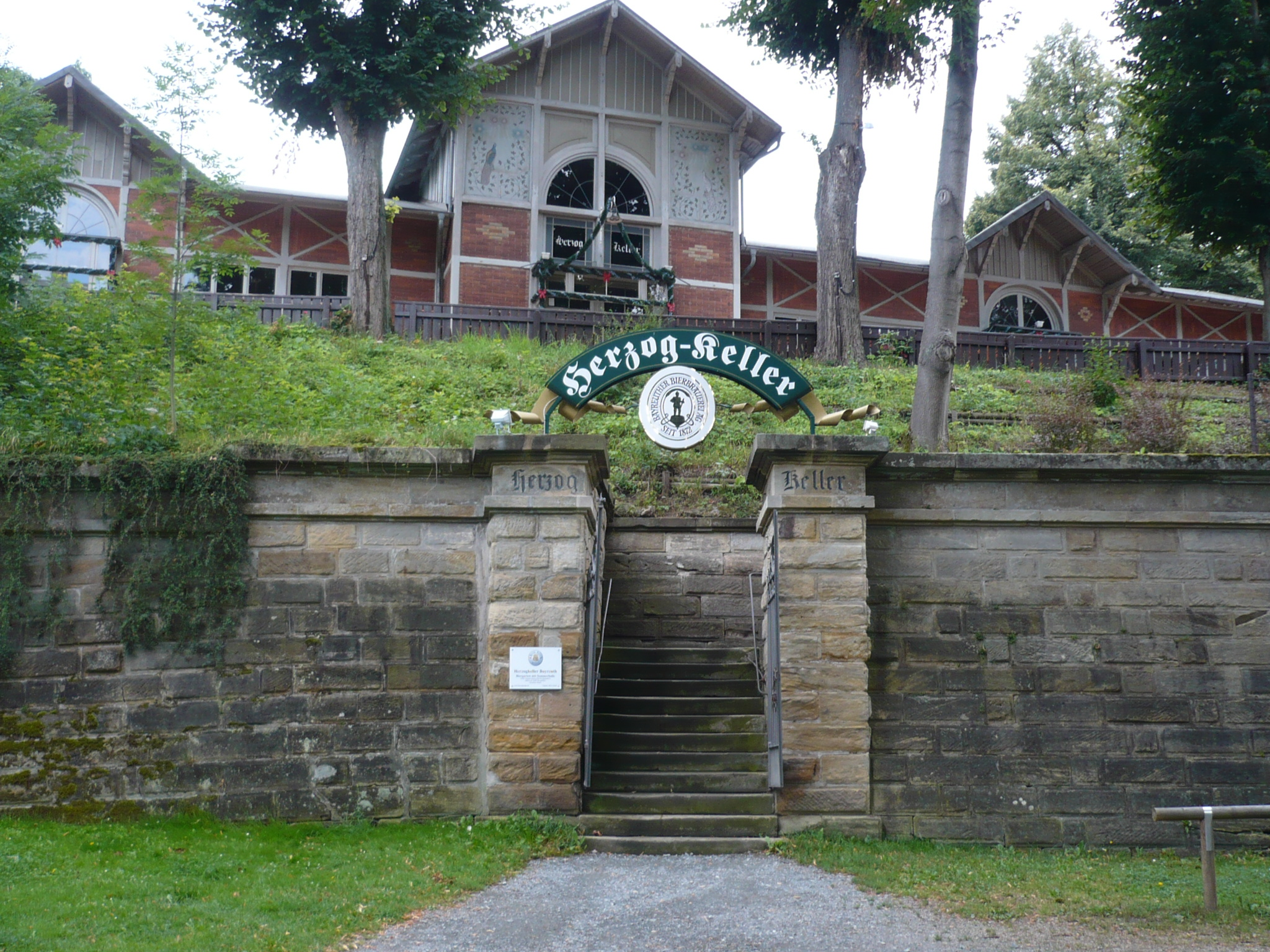
Herzogkeller

Teil des Gebäudeensembles der Bayreuther Bierbrauerei ist der Herzogkeller, mit über 1000 Plätzen der größte Biergarten Bayreuths. Er wurde schon 1888 bewirtschaftet, unter anderem soll dort Kronprinz Ludwig verkehrt haben.

## Katakomben
Wie viele historische Areale in Bayreuth ist auch das Gelände der Brauerei unterkellert. Diese Felsenkeller wurden vermutlich zwischen dem 15. und 19. Jahrhundert in den Sandstein getrieben. Die Gänge entstanden anfangs durch den Abbau von Erzen, wurden später weiter ausgebaut und dienten dann hauptsächlich zur Lagerung. In Kriegszeiten wurden die Anlagen auch als Schutz- und Fluchtanlagen genutzt. Wegen der konstant kühlen Temperaturen waren die Felsenkeller im ausgehenden 19. Jahrhundert ein geeigneter Platz zum Lagern von Bier. Heute werden in den Felsenkellern auch Führungen angeboten.

## Produkte
Unter der Marke Bayreuther Bierbrauerei AG:
- Aktien Zwick’l (Kellerbier)
- Aktien Landbier (Dunkles)

Unter der Marke Bayreuther Brauhaus:
- Bayreuther Hell
- Bayreuther Hell Alkoholfrei[11]
- Bayreuther Hefeweißbier
- Bayreuther Bock[12]
- Bayreuther Urstoff